# Marienvesper (Monteverdi)

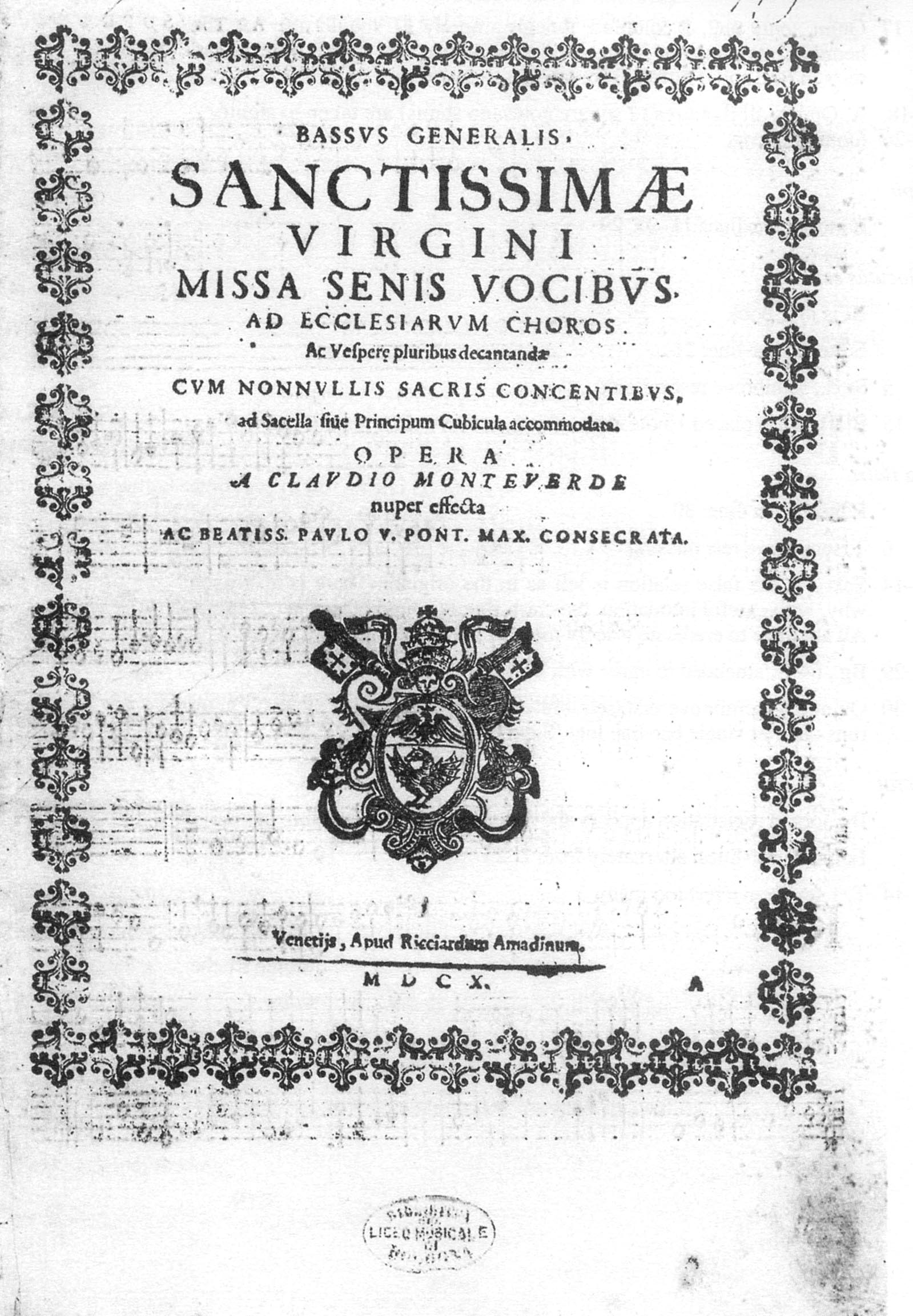
Titelseite des Generalbasses. Der eigentliche Titel des Werkes wurde an anderer Stelle gedruckt.

Die Marienvesper, SV 206, ist ein Sakralwerk von Claudio Monteverdi (1567–1643). Sie wurde 1610 zusammen mit der Missa in illo tempore – ebenfalls von Monteverdi – veröffentlicht.
Auf dem Titelblatt beider Werke werden sie als Sanctissimae Virgini Missa senis vocibus ad ecclesiarum choros, ac Vespere pluribus decantandae cum nonnullis sacris concentibus ad Sacella sive Principum Cubicula accommodata („Messe der Heiligsten Jungfrau zu sechs Stimmen für Kirchenchöre und Vesper für mehrere Stimmen mit einigen geistlichen Gesängen für Kapellen oder Fürstengemächer geeignet“) angegeben. Der eigentliche Titel der Marienvesper findet sich im Stimmheft des Generalbasses und lautet Vespro della Beata Vergine da concerto composta sopra canti firmi („Marienvesper zum Konzertieren komponiert über Cantus firmi“).

## Beschreibung
Monteverdi gab das Werk drei Jahre nach seiner richtungsweisenden Oper L’Orfeo beim Verlagshaus Ricciardo Amadino heraus. Er widmete es Papst Paul V. als Teil einer in acht Stimmbüchern gedruckten Sammlung. Die Veröffentlichung des Werkes erfolgte vermutlich aus persönlichen Gründen, denn aufgrund finanzieller Probleme nach seinem Dienst unter Herzog Vincenzo Gonzaga reiste Monteverdi nach Rom, vermutlich auch um sich um ein Kirchenamt zu bewerben. Die Marienvesper ist sozusagen als klingende Bewerbungsmappe entstanden. Monteverdi wollte sich hier in seiner ganzen Vielseitigkeit als Komponist präsentieren.
Wie jede andere Vesper besteht die Marienvesper aus einem Invitatorium, fünf Psalmen, einem Hymnus und einem Magnificat. In diesen wurden traditionelle Kompositionstechniken mit hochmodernen Elementen der damaligen Zeit vereint. Zwischen den Psalmen fügte Monteverdi noch vier so genannte Concerti im monodisch-konzertanten Stil ein.
Der Originaldruck sieht zwei Möglichkeiten zur Aufführung der Vesper vor: mit Instrumenten oder nur mit einem begleitenden Generalbass. Ebenfalls enthalten sind deswegen zwei Versionen des abschließenden Magnificats (die erste mit obligaten Instrumenten, die zweite nur mit Generalbass).
Die Marienvesper ist ein vielfältiges Werk, in dem Melodie, Polyphonie, Monodie, Rhythmik und der spezifische Einsatz von Instrumenten zu affektreichen und spannungsvollen Passagen kombiniert werden.
Die Vokalbesetzung des Werkes reicht von Sechs- bis hin zur doppelchörigen Zehnstimmigkeit, zu der noch mehrere Instrumente hinzukommen. Es ist wahrscheinlich, dass dieses Werk für den Festtag Mariä Verkündigung komponiert wurde. 
Da der Festtag ein Festtag duplex I. classis ist, ist neben einem levitierten Hochamt auch eine feierliche Vesper vorgeschrieben. Dies ist durch die durchgängig vokal-instrumental durchgeführten Psalm- und Magnifikatvertonungen erreicht.
Die so genannten Concerti zeichnen sich durch ihren äußerst modernen Stil aus, in dem der Text mit großem Feingefühl musikalisch interpretiert wird. Sie bilden einen Gegenpol zu den restlichen polyphonen Sätzen des Werkes. Ein Concerto sticht hierbei heraus: „Duo Seraphim“. Dieses enthält exakt die Worte des siebten Responsoriums, also des ersten Responsoriums der dritten Nocturn, das an den Sonntagen nach Epiphanias und nach Pfingsten gebetet wird. Es ist nicht offen ersichtlich, ob darin eine Kritik an der Praxis der Anticipatio Horarum, also des Vorziehens der Gebetszeiten auf den Vortag enthalten ist, es ist aber nicht auszuschließen, da diese Praxis gerne von einzelnen Klerikern trotz der strengen Ordnung des Breviers durch Papst Pius V. aufrechterhalten wurde.
Nach Auffassung einiger Musikwissenschaftler und Theologen erzählen die Concerti die heilsgeschichtliche Bedeutung Mariens nach, von der Erwählung bis zur eschatologischen Rolle Mariens. Monteverdi verweist in seinem ersten Concerto auf die Jahreszeit, den beginnenden Frühling: “Iam hiems transiit, imber abiit et recessit, surge amica mea et veni.” und zeigt in der Frömmigkeit der Zeit die Einbindung der Natur in die Verehrung Gottes und Mariens.
In jeder Vesper wird jeder Psalm von jeweils einer Antiphon umrahmt, die vor und nach dem Psalm erklingen soll. Dass die Ausgabe Monteverdis keine Antiphonen enthält, ist der Tatsache geschuldet, dass die Vesper immer im Chor, das heißt im Gebet der Orden oder Kanoniker gebetet wurde. Hier ist durch die Reformen von Pius V. die Erneuerung der Ausbildung im gregorianischen Choral zur Pflicht gemacht worden. Zudem waren die liturgischen Bücher streng einzuhalten, sie standen ebenfalls unter kirchlichem Recht. Dadurch wurde zumindest das Beten der Antiphonen als Teil der monastischen Pflicht wahrgenommen. Aus Dokumenten der Zeit ist allerdings bekannt, dass solche Antiphonen oft durch andere Musikstücke ersetzt wurden, auch wenn dieses nicht offiziell erlaubt war. Ob die Concerti dafür gedacht waren, oder ob man sich damals streng an den liturgischen Ritus gehalten hat (schließlich steht auf der Titelseite, dass gerade die Vesper auch in der Kammer aufführbar ist, wo man sich sicherlich Freiheiten nehmen konnte), lässt sich nicht mehr rekonstruieren. Auf jeden Fall und unabhängig davon, ob die Antiphonen gesungen wurden oder nicht, brauchte Monteverdi sie nicht zu notieren.

## Musikhistorisches Verständnis

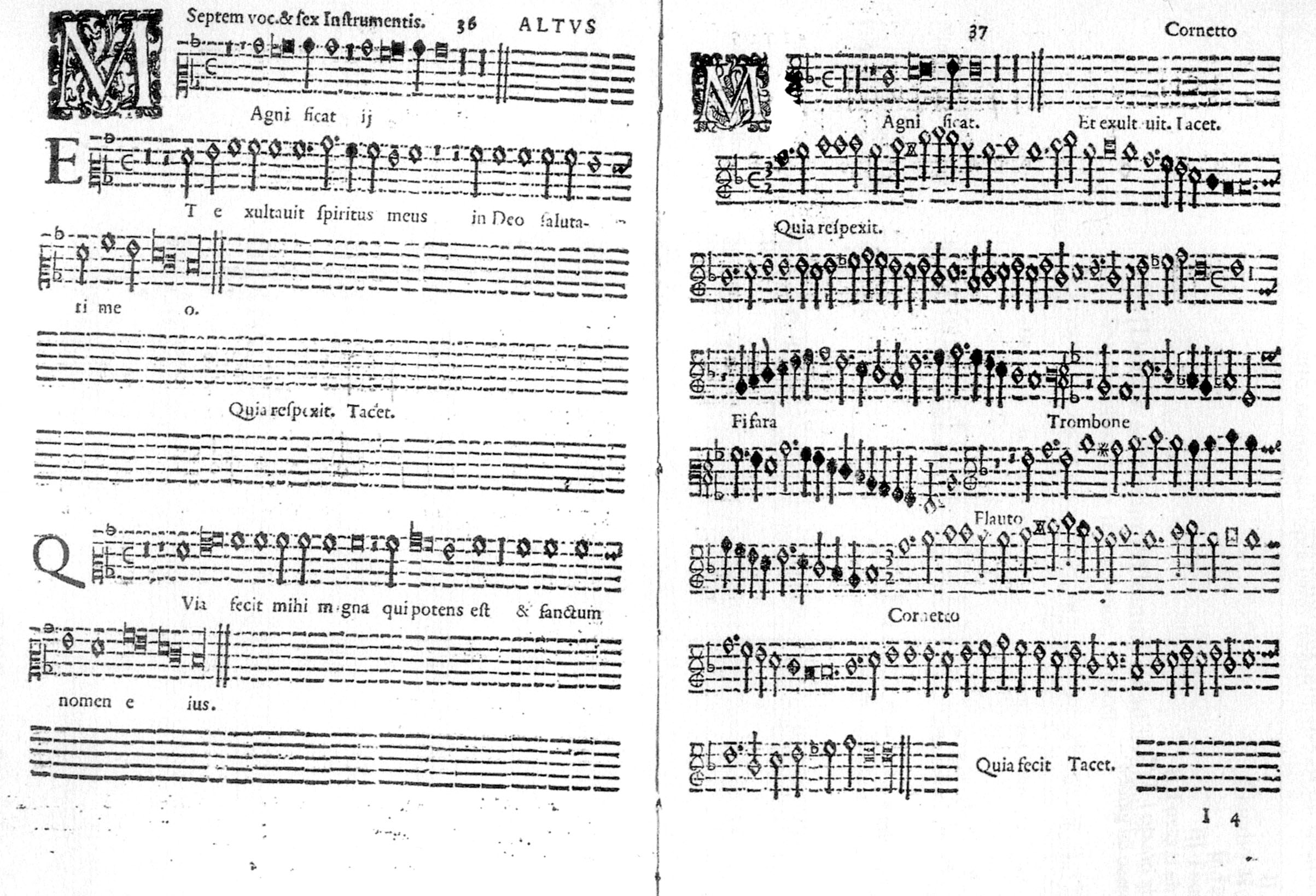
Auszug aus dem Alt-Stimmbuch in Mensuralnotation

Die Musikwelt begann in den 1950er und 1960er Jahren, sich mit dem Werk eingehend zu beschäftigen. Aufgrund ihres in der Entstehungszeit neuartigen Charakters – zumindest nach heutiger Sicht – wurde die Marienvesper als Gesamtwerk mit definierter Reihenfolge in Frage gestellt. Einige Musikhistoriker vertreten die Ansicht, dass die Marienvesper nicht mehr sei als eine lose Sammlung von Kompositionen (dafür spricht unter anderem auch die stark wechselnde Besetzung sowie die Beschränkung der instrumentalen Zwischenspiele auf nur einige Teile der gesamten Vesper). Dem entgegen stehen Behauptungen, dass Monteverdi ein bahnbrechendes Meisterwerk einer neuen Musikgattung schaffen wollte. Eine vermittelnde Position sieht in der Marienvesper Monteverdis Versuch, sich als Komponist geistlicher Musik zu empfehlen, der die ganze Breite seiner musikalischen Formensprache, insbesondere die in seinen weltlichen Madrigalen und Opern, aber auch in seiner Tanz- und Ballettmusik erprobten Formen einbringt und sowohl „konservativ“ polyphon als auch „modern“ monodisch geistliche Werke zu komponieren versteht.
Als Konsequenz dieser verschiedenen Ansichten weisen die zahlreichen Interpretationen der Marienvesper große Unterschiede auf, wobei der emotionale Gehalt und die Vielfältigkeit der Originalveröffentlichung je nach Standpunkt in unterschiedlichem Maße beibehalten wird. Entsprechend ist die Marienvesper ein Beispiel für die unterschiedlichen Auslegungsmöglichkeiten der historischen Aufführungspraxis.

## Aufbau
- Invitatorium, bestehend aus:
  - Intonation Deus in adiutorium meum intende und
  - Responsorium Domine ad adiuvandum me festina (sex vocibus & sex Instrumentis, si placet)
- Psalm 109 Dixit Dominus Domino meo (sex vocibus & sex Instrumentis, Modus IV)
- Hohelied-Motette Nigra sum (motetto ad una voce)
- Psalm 112 Laudate pueri, Dominum (a otte voci sole nel Organo, Modus VIII)
- Concerto Pulchra es (a due voci)
- Psalm 121 Laetatus sum (a sei voci, Modus II)
- Concerto Duo Seraphim (tribus vocibus)
- Psalm 126 Nisi Dominus (a dieci voci, Modus VI)
- Concerto Audi coelum (sex vocibus)
- Psalm 147 Lauda Jerusalem (a sette voci, Modus III)
- Sonata sopra Sancta Maria Ora pro nobis (a otte voci)
- Hymnus Ave maris stella (a otte voci, Modus I)
- Magnificat (septem vocibus & sex Instrumentis, Modus I)
- Magnificat (a sei voci, Modus I)

Den Psalmen und dem Magnificat werden zumindest bei liturgischer Aufführung die jeweiligen gregorianischen Antiphonen vorangestellt.
Besetzung: Bis zu zehnstimmiger Chor (gegebenenfalls solistisch zu besetzen) und Solostimmen.
Instrumentalbesetzung: Streicher, Zinken und Posaunen, Flöten, Orgel.